# PyLadies

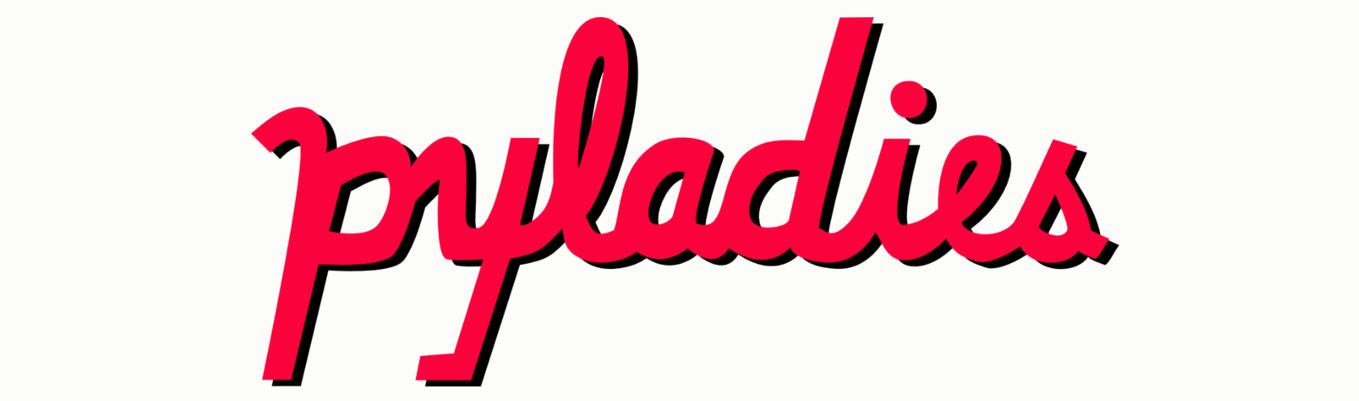
PyLadies Logotipo

PyLadies es una asociación internacional de mentorías que se enfoca en ayudar a más mujeres a participar activamente en la comunidad del lenguaje de programación de código abierto: Python. Es parte de la Python Software Foundation y se fundó en Los Ángeles (California, Estados Unidos) en 2011. La misión del grupo es crear una comunidad diversa de Python, incentivando la participación de mujeres en actividades de divulgación, educación, conferencias y reuniones sociales. PyLadies también proporciona fondos para que las mujeres asistan a conferencias de código abierto. PyLadies se convirtió en una organización de múltiples capítulos con la fundación del capítulo de Washington en agosto de 2011. En 2019 tuvo 45 capítulos en 19 países distintos.

## Historia
La organización fue creada en Los Ángeles en abril de 2011 por siete mujeres: Audrey Roy Greenfeld, Christine Cheung, Esther Nam, Jessica Venticinque, Katharine Jarmul, Sandy Strong y Sophia Viklund. Alrededor de 2012, la organización solicitó la categoría de organización sin fines de lucro.

## Organización
PyLadies ha llevado a cabo eventos de divulgación para principiantes y usuarios experimentados. PyLadies ha realizado hackatones, noches sociales y talleres para entusiastas de Python.

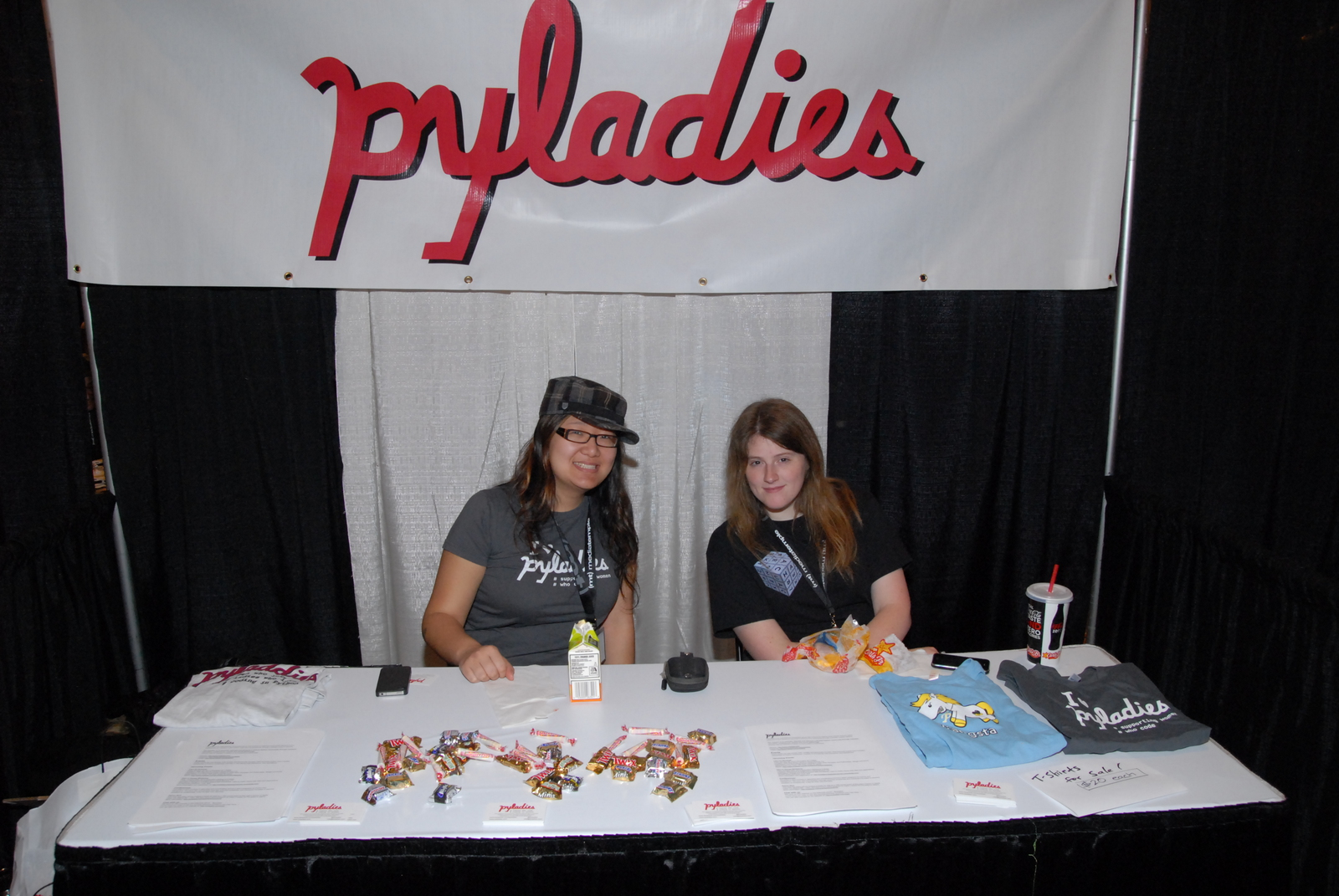
Participantes de una reunión de PyLadies

Cada capítulo es libre de ejecutarse como lo desee, siempre y cuando se centren en el objetivo de empoderar a las mujeres y otros géneros con poca representación en los campos tecnológicos. Las mujeres constituyen la mayoría del grupo, pero la membresía no se limita a las mujeres y el grupo está abierto a ayudar a las personas que también se identifican con otras identidades de género.